# 王兩傳
王兩傳（1947年—），生於臺北縣蘆洲鄉（今新北市蘆洲區），是當地基層教育界人士。曾是蘆洲欣生幼稚園董事長、三重碧華國中專任教師、蘆洲國小鄉土文化教學指導講師、蘆洲鷺江國小藝術與人文教師，專長除了神和佛像雕刻外，舉凡泥塑、泥雕、官帽製作、臉譜彩繪、國畫、書法、製作神將等藝術皆精通。

## 雕刻技術
其神佛像雕刻技術師承清朝泉州府著名雕刻師福清師，這是該雕刻門派—泉州派的開山祖師，擅長神像雕塑、脫胎、漆線、精雕細刻，刻法嚴謹。福清師作品現存於基隆市城隍廟內，那是泉州派精英代表，他將手藝傳授給第2代傳人連紫先生（即連紫師）。連紫師為人忠厚，雕刻技巧過人，當時登門者求藝者眾，他深怕絕技失傳，將其雕刻技術傳給第3代稻瑞先生（稻瑞師即兩傳師的父親）。
稻瑞師雕技得到連紫師之真傳，表現手法相當獨特有韻味。在自古絕藝不外流的傳統觀念下，泉州派的衣缽就傳給第4代傳直系門人也就是稻瑞師的長子─王兩傳大師，兩傳大師自幼承襲泉州派神 雕技術，且術有專精，又勇於創新，其神像造型之優美變化既能保有傳統古氣又能兼具現代感，誠屬難得。

## 媒體報導
- 我的紫禁城 珍藏上萬件中國古物 蘆洲老家蓋博物館
- 台灣走透透-- 蘆洲市紫禁城 博物館-1
- 台灣走透透-- 蘆洲市紫禁城 博物館-2
- 台灣走透透-- 蘆洲市紫禁城 博物館-3
- 台灣走透透-- 蘆洲市紫禁城 博物館-4
- 台灣走透透-- 蘆洲市紫禁城 博物館-5
- 台灣走透透-- 蘆洲市紫禁城 博物館-6

## 來源
蘆洲紫禁城博物館館長王大師提供歷年資料
1. ↑  
 (PDF).   [2023-02-27]. （原始内容存档 (PDF)于2023-02-27）.